# Список нервових захворювань
|  | Службовий список статей, створений для координації робіт з розвитку теми. Це попередження не встановлюється на інформаційні списки і глосарії. |

Нервові захворювання

## А
- Абсцес мозку
- Аміотрофічний бічний склероз — див. бічний аміотрофічний склероз
- Арахноїдит
- Атаксія
- Атеросклероз судин головного мозку
- Афазія

## Б
- Безсоння
- Бічний аміотрофічний склероз
- Бульбарний параліч

## В
- Вегетосудинна дистонія

## Г
- Гідроцефалія (водянка головного мозку)
- Головний біль

## Д
- Дитячий церебральний параліч

## Е
- Електротравма нервової системи
- Енцефаліти
- Енурез

## З
- Заїкання
- Запаморочення

## І
- Ікавка
- Інсульт
  - геморагічний (крововилив у мозок)
  - ішемічний

## К
- Кома
- Субарахноїдальний крововилив

## М
- Менінгеальний синдром
- Мігрень
- Мієліт
- Міопатія (прогресивна м'язова дистрофія)

## Н
- Невралгія
- Неврит
- Нейроревматизм
- Нейросифіліс
- Непритомність

## П
- Пухлини
  - головного мозку
  - спинного мозку
- Поліневрити
- Поліомієліт
- Поствакцінальні ураження нервової системи

## Р
- Радикуліти
- Розсіяний склероз

## С
- Сирингомієлія
- Судомні стани

## Ч
- Травма черепно-мозкова

## Х
- Хорея мала

## Ц
- Цистицеркоз мозку